# Bamanghati
Bamanghati fou una divisió de l'estat tributari protegit de Mayurbhanj o Morbhanj a Orissa. La formaven 702 pobles, amb una població el 1881 de 129.368 habitants dels quals 93.494 eren membres de tribus aborígens (principalment santals i kols) i 32.951 hindús, 
Els britànics van haver de posar el principat sota control directe (a través del subcomissionat de Singbhum, quan es va produir una revolta dels camperols a aquesta divisió causada per l'opressió dels tribals a mans dels terratinents hindús i dels oficials del raja. El 1878 el principat fou restaurat al seu sobirà però a la seva mort el 1882 el va succeir un fill menor d'edat i de fet l'administració va retornar als britànics fins a la majoria.